# Michael Genz
Michael Genz (* 16. Juli 1975) ist ein früherer deutscher Sommerbiathlet.
Michael Genz lebt in Oberaudorf und startete für Immergrün Aising. Der Chemiker wurde von Hans-Ulrich Spengler und Sepp Robeis trainiert. Er nahm erstmals 2002 in Jablonec nad Nisou an Sommerbiathlon-Weltmeisterschaften teil und gewann sofort hinter Marek Matiaško und Maksim Malenkih die Bronzemedaille im Sprint. Es war bis zur Sommerbiathlon-Weltmeisterschaft 2008 in der Haute-Maurienne, wo Niklas Heyser wieder eine Medaille gewann, nicht nur die insgesamt erste, sondern über Jahre auch die einzige Medaille eines deutschen Sommerbiathleten. In der Verfolgung fiel Genz auf den sechsten Rang zurück, mit der Staffel wurde er Siebter. Ein Jahr später verbesserte er sich im Staffelrennen an der Seite von Roman Böttcher, Frank Röttgen und Wilhelm Rösch um einen Rang auf Platz sechs. Zudem wurde er 18. im Sprint, 16. der Verfolgung und 14. im Massenstartrennen. Im Sommerbiathlon-Europacup waren zweite Ränge in Sprint, Verfolgung und Massenstart 2002 und 2003 beste Ergebnisse.